# Diasemia erubescens
Diasemia erubescens là một loài bướm đêm trong họ Crambidae.